# اسپایک
اسپایک (انگلیسی: Spike) یک سگ دورگهٔ ماستادور زرد با گوش‌هایی آویزان بود که مابین سال‌های ۱۹۵۲ تا ۱۹۶۲ در چندین فیلم سینمایی نقش‌آفرینی نمود. نژاد او ترکیبی از لابرادور ریتریور و ماستیف انگلیسی بود و او را هنگامی که یک توله بود، از یک سرپناه حیوانات در ون نایز، لس آنجلس در اختیار گرفتند و به مربی حیوانات فرانک وِدِروَکس سپردند. او علاوه بر فیلم‌های سینمایی، در تمامی قسمت‌های سریال تلویزیونی وسترنر در کنار برایان کیت نقش‌آفرینی نمود.
از فیلم‌هایی که وی در آن‌ها نقش داشته‌است، می‌توان به بانگ خاموش اشاره نمود.